# Deken (kerk)

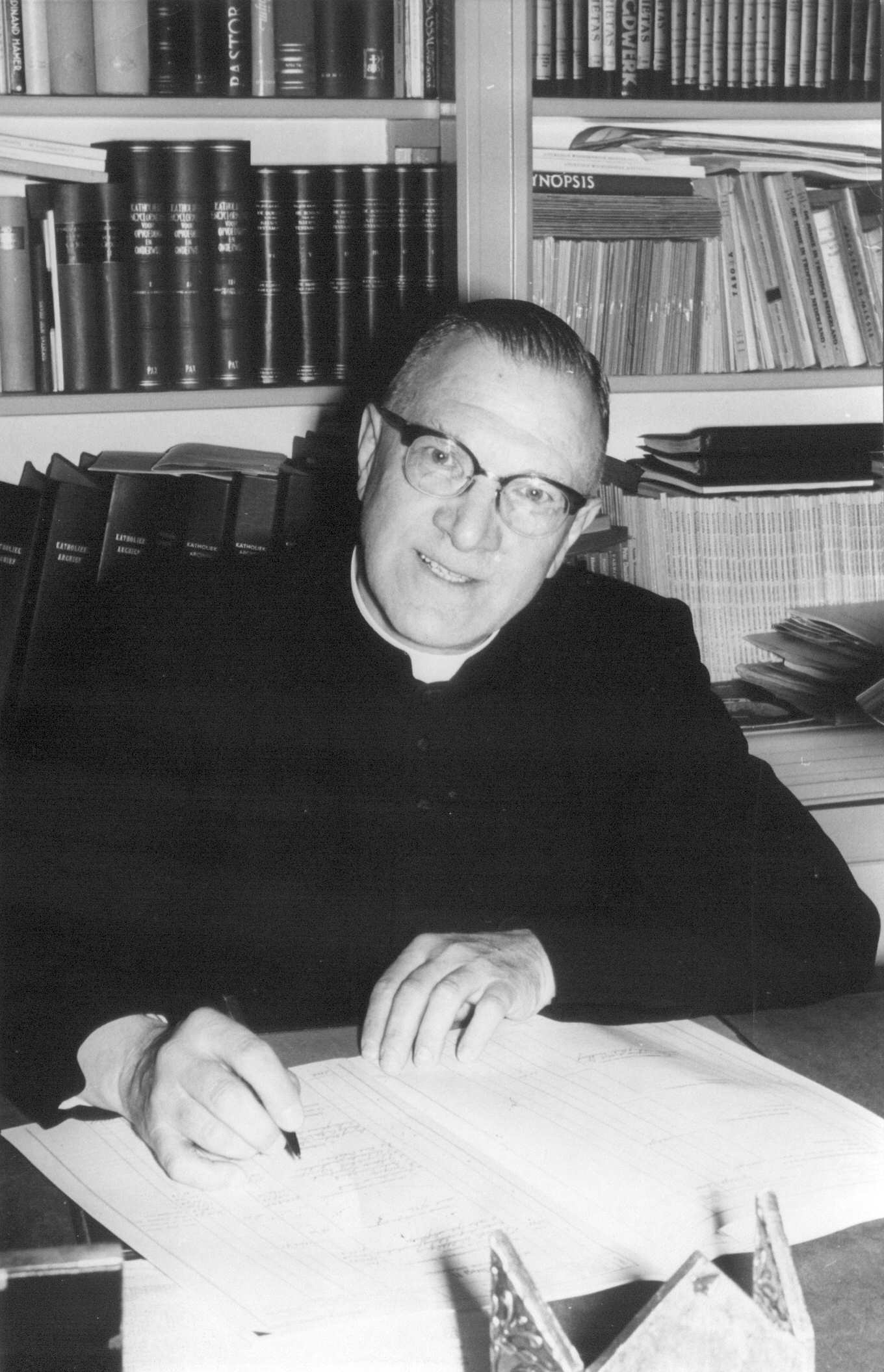
Deken C. van Dijck van Nijmegen in zijn studeerkamer (1960)

Een deken is binnen verschillende christelijke kerkgenootschappen een leidinggevende van een afdeling binnen een bisdom. De inhoud van de functie van de deken verschilt bij de verschillende kerken. De functie wordt meestal uitgeoefend door een geestelijke.

## Katholieke Kerk
Binnen de Rooms-Katholieke Kerk  bestaan vooral talrijke landdekens of dekens der christenheid, de titularissen van diocesane decanaten. Hier gaat het om priesters, die - namens de bisschop - een bepaald deel van het bisdom (of van een vicariaat-generaal) coördineren. Een dergelijk decanaat is in de praktijk een verzameling van naburige parochies, die elk afzonderlijk worden geleid door een pastoor, meestal die van de (belangrijk(st)e) stad. In sommige gevallen - met name bij metropolitane aartsbisdommen worden de decanaten waargenomen door hulpbisschoppen.
De term deken wordt ook gebruikt als tweede hoofd van een kapittel. De presidiërend kanunnik wordt proost genoemd.
De hoogste deken in de Rooms-Katholieke Kerk is de kardinaal-deken, de primus van het College van Kardinalen, namelijk de oudste van de kardinaal-bisschoppen, die naast zijn kardinaalstitel ook die van het Suburbicair bisdom Ostia ontvangt. Hij geeft leiding aan het College en heeft - met name tijdens de sedisvacatie - een belangrijke rol. Sinds 2005 wordt deze functie vervuld door Angelo Sodano, die Joseph Ratzinger opvolgde toen deze tot paus Benedictus XVI verkozen werd. De op een na oudste kardinaal-bisschop heet vicedeken van het college.

## Oosters-Orthodoxe Kerk
De orthodoxe kerken kennen de deken voornamelijk in de betekenis van het hoofd van een deel van een bisdom, vergelijkbaar met de diocesane dekenaten in de Rooms-Katholieke Kerk.

## Anglicaanse Kerk
In de Anglicaanse Kerk is de deken (dean) doorgaans het hoofd van een kapittel van een kathedraal of een kapittelkerk (collegiate church). In sommige anglicaanse kerken heet het hoofd van het kapittel net als in de katholieke kerk proost (provost). Wanneer bij dit kapittel een parochie hoort is de deken tevens de parochiegeestelijke (rector of vicar; vergelijk plebaan).
Naast de deken van een kapittel kennen veel anglicaanse kerken ook een deken als hoofd van een deel van het bisdom. Deze wordt aangeduid als rural dean, hoewel in stedelijk gebied de titel is vervangen door area dean of regional dean.

## Overige kerkgenootschappen
In verschillende andere kerkgenootschappen in het Engelse taalgebied is de dean een oudere, leidinggevende persoon in de gemeente, die niet noodzakelijk een geestelijke hoeft te zijn.